# ميخائيل بيردن
ميخائيل بيردن (بالإنجليزية: Michael Burden)‏ هو مدير موسيقي أسترالي، ولد في 14 مارس 1960.

## وصلات خارجية
- ميخائيل بيردن على موقع ميوزك برينز (الإنجليزية)